# Gay (magazyn)
Gay - pierwszy magazyn gejowski w Toronto, wydany niemal równocześnie z ASK Newsletter (razem stanowią one pierwsze kanadyjskie gejowskie czasopisma).
Magazyn po raz pierwszy ukazał się 30 marca 1964 roku. Był to najwcześniejszy periodyk, który w tytule używał słowa "gay". Stworzony przez czterech mężczyzn z Toronto jako przedsięwzięcie komercyjne, przez firmę Gay Publishing Company, magazyn Gay zawierał „poważne” artykuły, listy do redakcji, dziennik, kolumny plotkarskie, rubrykę o nazwie Gabrial Club, poezję, beletrystykę, politykę oraz dyskretną rubrykę z ogłoszeniami towarzyskimi. Gay był ilustrowany, zwykle zdjęciami drag queen, ale także fotografiami atletycznych sylwetek.
Przeznaczony dla mainstreamowej gejowskiej publiczności, magazyn odzwierciedlał ostrożny reformizm, broniąc praw i normalności środowiska żyjącego we wrogim otoczeniu. Było to podobne do aktywizmu politycznego pojawiającego się w kilku dużych miastach Ameryki i Europy przed bardziej konfrontacyjnym aktywizmem. Gay publikował również artykuły na temat policyjnych nalotów na bary w Toronto oraz nawoływań do zmian społecznych i politycznych, które zaczynały się pojawiać.
Pierwszy numer, w nakładzie 500 egzemplarzy, wyprzedał się niemal natychmiast. Przy trzecim numerze nakład wynosił już 2000 egzemplarzy, a magazyn był dystrybuowany w kilku punktach w Toronto i Montrealu. Wkrótce potem Gay rozszerzył dystrybucję na Stany Zjednoczone jako Gay International. Szybko przewyższył pod względem dystrybucji amerykańskie publikacje, i wiosną 1965 roku rozprowadzał 20 000 egzemplarzy w całej Ameryce Północnej, sprzedając około 8000. Publikacja zakończyła się w 1966 roku, gdy jednemu z głównych twórców postawiono zarzuty karne.